# La Roche-en-Brenil
La Roche-en-Brenil és un municipi francès, situat al departament de la Costa d'Or i a la regió de Borgonya - Franc Comtat. L'any 2007 tenia 926 habitants.

## Demografia

### Població
El 2007 la població de fet de La Roche-en-Brenil era de 926 persones. Hi havia 401 famílies, de les quals 118 eren unipersonals (53 homes vivint sols i 65 dones vivint soles), 150 parelles sense fills, 93 parelles amb fills i 40 famílies monoparentals amb fills.
La població ha evolucionat segons el següent gràfic:
Habitants censats

### Habitatges
El 2007 hi havia 619 habitatges, 402 eren l'habitatge principal de la família, 142 eren segones residències i 75 estaven desocupats. 592 eren cases i 26 eren apartaments. Dels 402 habitatges principals, 312 estaven ocupats pels seus propietaris, 75 estaven llogats i ocupats pels llogaters i 15 estaven cedits a títol gratuït; 5 tenien una cambra, 41 en tenien dues, 102 en tenien tres, 122 en tenien quatre i 131 en tenien cinc o més. 317 habitatges disposaven pel capbaix d'una plaça de pàrquing. A 200 habitatges hi havia un automòbil i a 149 n'hi havia dos o més.

### Piràmide de població
La piràmide de població per edats i sexe el 2009 era:
| Homes | Edats   | Dones |
| ----- | ------- | ----- |
| 0     | 95 o +  | 0     |
| 8     | 90 a 94 | 0     |
| 12    | 85 a 89 | 20    |
| 0     | 80 a 84 | 16    |
| 20    | 75 a 79 | 24    |
| 32    | 70 a 74 | 40    |
| 44    | 65 a 69 | 28    |
| 12    | 60 a 64 | 32    |
| 20    | 55 a 59 | 20    |
| 36    | 50 a 54 | 24    |
| 56    | 45 a 49 | 24    |
| 20    | 40 a 44 | 28    |
| 36    | 35 a 39 | 28    |
| 36    | 30 a 34 | 48    |
| 4     | 25 a 29 | 4     |
| 16    | 20 a 24 | 12    |
| 28    | 15 a 19 | 32    |
| 20    | 10 a 14 | 12    |
| 36    | 5 a 9   | 24    |
| 12    | 0 a 4   | 24    |

## Economia
El 2007 la població en edat de treballar era de 529 persones, 395 eren actives i 134 eren inactives. De les 395 persones actives 347 estaven ocupades (183 homes i 164 dones) i 48 estaven aturades (25 homes i 23 dones). De les 134 persones inactives 55 estaven jubilades, 35 estaven estudiant i 44 estaven classificades com a «altres inactius».

### Ingressos
El 2009 a La Roche-en-Brenil hi havia 408 unitats fiscals que integraven 894 persones, la mediana anual d'ingressos fiscals per persona era de 14.628 €.

### Activitats econòmiques
Dels 56 establiments que hi havia el 2007, 2 eren d'empreses extractives, 2 d'empreses alimentàries, 10 d'empreses de fabricació d'altres productes industrials, 7 d'empreses de construcció, 13 d'empreses de comerç i reparació d'automòbils, 6 d'empreses de transport, 4 d'empreses d'hostatgeria i restauració, 2 d'empreses financeres, 3 d'empreses immobiliàries, 2 d'empreses de serveis, 2 d'entitats de l'administració pública i 3 d'empreses classificades com a «altres activitats de serveis».
Dels 13 establiments de servei als particulars que hi havia el 2009, 1 era una oficina de correu, 1 una oficina bancària, 1 taller de reparació d'automòbils i de material agrícola, 1 paleta, 1 fusteria, 4 lampisteries, 1 electricista, 1 perruqueria i 2 restaurants.
Dels 5 establiments comercials que hi havia el 2009, 1 era una botiga de més de 120 m², 2 fleques, 1 una fleca i 1 una botiga de roba.
L'any 2000 a La Roche-en-Brenil hi havia 35 explotacions agrícoles que ocupaven un total de 1.260 hectàrees.

## Equipaments sanitaris i escolars
L'únic equipament sanitari que hi havia el 2009 era una farmàcia.
El 2009 hi havia una escola elemental.

## Poblacions més properes
El següent diagrama mostra les poblacions més properes.